# Lisiczyn
Lisiczyn [liˈɕit͡ʂɨn] ist ein kleiner Ort in der polnischen Woiwodschaft Ermland-Masuren. Er gehört zur Gmina Ruciane-Nida (Stadt- und Landgemeinde (Rudczanny/Niedersee-Nieden)) im Powiat Piski (Kreis Johannisburg).
Lisiczyn liegt im Südosten der Woiwodschaft Ermland-Masuren, 15 Kilometer westlich der Kreisstadt Pisz (deutsch Johannisburg). Über die Gründung und Geschichte des Ortes vor 1945 sowie eine etwaige deutsche Namensform liegen keine Belege vor. Heute ist Lisiczyn eine Ortschaft im Verbund der Stadt- und Landgemeinde Ruciane-Nida im Powiat Piski.
Kirchlich ist der Ort evangelischerseits nach Pisz in der Diözese Masuren der Evangelisch-Augsburgischen Kirche in Polen orientiert. Die katholischen Einwohner gehören zur Pfarrgemeinde in Ruciane-Nida im Bistum Ełk der polnischen katholischen Kirche.
Lisiczyn liegt an einem Landweg, der die Stadt Ruciane-Nida mit Zamordeje (Samordey, 1938 bis 1945 Samordei) verbindet und ist auch vom Nachbarort Oko (Eichhorst) aus zu erreichen.